# 783
783 (DCCLXXXIII) je bilo navadno leto, ki se je po julijanskem koledarju začelo na sredo.

## Dogodki
- 1. januar

## Smrti
- 26. april - Hildegarda Vinzgauska, kraljica Frankov in Langobardov (* okrog 758)
- 12. julij - Bertrada Laonska, frankovska kraljica (* med 710 in 727)